# Naumcze Mojsowski
Naumcze Mojsowski (maced. Наумче Мојсовски; ur. 17 czerwca 1980 w Strudze) – macedoński piłkarz ręczny grający w Metalurgu Skopje i reprezentacji Macedonii Północnej.